# Моджо (Marvel Comics)
Моджо (англ. Mojo) — суперзлодей американских комиксов издательства Marvel Comics, наиболее известный как один из врагов Людей Икс. Был создан сценаристом Энн Ноченти и художником Артом Адамс и впервые появился в комиксе Longshot #3 (ноябрь 1985) в качестве заклятого врага Счастливчика, после чего стал противником Людей Икс.
Моджо — представитель инопланетной расы Бесхребетных, лишённых возможности передвигаться без использования технологий. Он — работорговец и правитель Моджовёрса, измерения, обитатели которого пристрастились к его гладиаторским шоу. Персонаж представляет собой абсурдистскую пародию на различных представителей СМИ. Прототипами для его образа послужили Маршалл Маклюэн, Ноам Хомский и Уолтер Липпманн.

## Силы и способности
Многоногая летающая платформа Моджо оснащена различным лазерным оружием. Также в распоряжении Моджо имеется большой искусственный придаток, выполняющий роль руки и режущего оружия, и две другие руки меньшего размера. Он достаточно силён, будучи в состоянии поднять человека одной рукой. При помощи магии он способен проецировать снаряды из чистой энергии, управлять разумом других существо и перемещаться между пространствами. Эти магические силы усиливаются благодаря «поклонениям его последователей» и, следовательно, напрямую связаны с популярностью его шоу. Он неуязвим к прикосновениям Шельмы. Ко всему прочему, Моджо — выдающийся мастер-манипулятор и интриган. Также суперзлодей имеет доступ к обширным технологическим ресурсам.
Моджо также является силой смерти и разложения, способной создавать антижизненное поле, которое делает его прикосновение способным увядать растения и старить людей за пределами его домашнего измерения. По словам Доктора Стрэнджа , его длительное присутствие на Земле может вызвать бури и другие стихийные бедствия.

## Альтернативные версии

### Ultimate Marvel
В серии комиксов Ultimate X-Men, действие которой разворачивается во вселенной Ultimate Marvel, Моджо — не инопланетянин, а обычный человек по имени Моджо Адамс. Он изображён как хорошо одетый тучный телепродюсер-альбинос и политический деятель в стране Дженоша. Моджо поймал молодого беглеца-мутанта Лонгшота на острове Кракоа, где люди преследуют мутантов в рамках популярного реалити-шоу «Охота за справедливостью». Некоторое время спустя Моджо нанял Дэдпула и его Мародёров, чтобы те захватили Людей Икс и вернули их на Кракоа, где те должны были быть казнены в прямом эфире. Он держал в плену профессора Икс и заставлял того наблюдать за мучениями его учеников. Тем не менее, планы Моджо были сорваны благодаря совместным усилиям Людей Икс и Человека-паука, который также был захвачен Дэдпулом во время визита в Особняк Икс. Дальнейшая судьба Моджо после освобождения Ксавьера остаётся неизвестной.

## Вне комиксов

### Телевидение
- Моджо появляется в эпизодах «МоджоВижн» и «Счастливчик» мультсериала «Люди Икс» (1992), где его озвучил Питер Уайлдман[6]. Эта версия Моджо могла стрелять лазерными лучами из пушки, установленной на кончике его механического хвоста.
- Чарли Адлер озвучил Моджо в мультсериале «Росомаха и Люди Икс» (2009)[6].
- В эпизоде «Мир Моджо» мультсериала «Мстители, общий сбор!» (2013) персонажа озвучил Ральф Гарман[6].

### Кино
Моджовёрс упоминается в фильме «Дэдпул 2» (2018).

### Видеоигры
- Моджо является одним из боссов игры X-Men (1993).
- Моджо играет эпизодическую роль в виде большого воздушного шара в форме его лица в игре X-Men: Children of the Atom (1994).
- Моджо является финальным боссом игры X-Men: Mojo World (1996).
- Моджо появляется в эпизодической роли в концовке Красавчика Джо в играх Marvel vs. Capcom 3: Fate of Two Worlds (2011) и Ultimate Marvel vs. Capcom 3 (2011)[8].
- Моджо является одним из игровых персонажей в мобильной игре Marvel: Contest of Champions (2014)[9].

### Товары
В 2022 году Hasbro выпустила фигурку Моджо в рамках линейки Marvel Legends.

## Критика
Screen Rant поместил Модожо на 10-е место среди «10 лучших злодеев Людей Икс». Comic Book Resources поместил его на 3-е место среди «10 худших космических злодеев в комиксах Marvel».